# Diamond Star Halos
Diamond Star Halos je dvanácté studiové album anglické rockové skupiny Def Leppard vydané 27. května 2022 přes vydavatelství Bludgeon Riffola a Mercury Records. Album je pojmenováno podle singlu Get It On od skupiny T. Rex. Vydáno bylo sedm let po předchozím studiovém albu Def Leppard.

## Seznam skladeb
| Pořadí | Název                       | Autor                     | Délka |
| ------ | --------------------------- | ------------------------- | ----- |
| 1.     | Take What You Want          | Joe Elliott, Rick Savage  | 4:14  |
| 2.     | Kick                        | Dave Bassett, Phil Collen | 3:42  |
| 3.     | Fire It Up                  | Collen, Sam Hollander     | 3:19  |
| 4.     | This Guitar                 | CJ Vanston, Collen        | 3:50  |
| 5.     | SOS Emergency               | Elliott, Collen           | 3:25  |
| 6.     | Liqiud Dust                 | Collen                    | 4:01  |
| 7.     | U Rok Mi                    | Collen                    | 3:33  |
| 8.     | Goodbye for Good This Time  | Elliott                   | 4:27  |
| 9.     | All We Need                 | Elliott, Collen           | 4:46  |
| 10.    | Open Your Eyes              | Elliott, Collen           | 4:19  |
| 11.    | Gimme a Kiss                | Elliott, Collen           | 3:12  |
| 12.    | Angels (Can't Help You Now) | Elliott                   | 4:57  |
| 13.    | Lifeless                    | Elliott, Collen           | 4:19  |
| 14.    | Unbreakable                 | Elliott                   | 3:46  |
| 15.    | From Here to Eternity       | Savage                    | 5:37  |

## Obsazení

### Def Leppard
- Joe Elliott – zpěv, akustická kytara (8, 12, 14)
- Rick Savage – basová kytara (1-7, 9-15), kytara (1-3, 15), doprovodný zpěv (1)
- Phil Collen – kytara (1-7, 9-15), doprovodný zpěv (1)
- Rick Allen – bicí
- Vivian Campbell – kytara (1-7, 9-15), doprovodný zpěv (1)

### Hostující
- Debbi Blackwell-Cook – doprovodný zpěv (2, 3, 11, 12)
- Dave Bassett – doprovodný zpěv (2, 3)
- Alison Krauss – zpěv (4, 13)
- Mike Garson – klavír (8, 12)